# Valère Germain
Valère Germain, mais conhecido como Germain (Marselha, 17 de abril de 1990), é um futebolista francês que atua como atacante. Atualmente, atua pelo Sanfrecce Hiroshima.

## Carreira
Valère Germain começou a carreira no Monaco.
Na estreia pelo Olympique de Marseille, Valère Germain marcou três gols, um hat-trick.

## títulos
Monaco
- Campeonato Francês: 2016–17